# 미륵경
《미륵경(彌勒經)》은 미륵불신앙이 폭넓게 전승된 경전으로, 미륵불은 석가모니 부처님이 열반에 든 뒤 56억7000만 년이 지나면 이 사바세계에 출현하는 부처라는 것을 가르친다.

## 종류
미륵삼부경(彌勒三部經)

관미륵보살상생도솔천경
관미륵보살하생도솔천경
미륵대성불경
미륵육부경(彌勒六部經)

미륵하생경(彌勒下生經)
미륵내시경(彌勒來時經)
미륵하생성불경(彌勒下生成佛經)
미륵대성불경(彌勒大成佛經)
미륵상생경(彌勒上生經)
미륵상생성불경(彌勒上生成佛經)